# Edgar Johnson Allen
Edgar Johnson Allen FRS (6 de abril de 1866 – 7 de dezembro de 1942) foi um biólogo marinho britânico.
Foi eleito fellow da Royal Society em 1914, e recebeu a Medalha Linneana de 1926 e a Medalha Darwin de 1936.